# Technicentre d'Hellemmes
Le  Technicentre Industriel d’Hellemmes   est un ensemble d'ateliers ferroviaires destinés à l'entretien des matériels roulants de la Société nationale des chemins de fer français (SNCF).

## Situation
Le technicentre s’étend sur 1 600 mètres le long de la ligne de Fives à Baisieux entre les haltes de Lezennes et d’Hellemmes sur une profondeur de moyenne de 1 600 mètres soit un terrain de 35 hectares. Son entrée principale est située au 57 de la rue Ferdinand-Mathias à Hellemmes-Lille.

## Historique

### Débuts et origine
Les ateliers d’Hellemmes sont créés en 1873 par la Compagnie des chemins de fer du Nord pour l’entretien des locomotives. Cet établissement était très moderne. C'était le premier établissement ferroviaire éclairé par des toits en dents de scie (sheds) ce qui libère des surfaces utiles. Il  comprenait à l'origine des lavabos, des toilettes et un réfectoire de 380 places. Une école technique y est ouverte en 1879. Les ateliers sont étendus en 1883 par des bâtiments à charpentes métalliques et encore agrandis en 1906 et 1914.

### Reconstruction
Les bombardements de la Seconde guerre mondiale détruisent la totalité des ateliers assurant la réparation du matériel remorqué et 30 % de ceux affectés aux matériels de traction.  La plus grande partie des ateliers est reconstruite à partir de 1945.

### Changement de nom
Les ateliers sont renommés Établissement industriel de maintenance du matériel puis technicentre d’Hellemmes.

### Modernisation
Dans le cadre du programme stratégique « Usine du Futur » porté par la SNCF, s’est engagé une démarche de modernisation du site. Le projet de construction d'un nouvel atelier a débuté dès 2018 avec la déconstruction de plusieurs bâtiments vétustes et inadaptés d'une surface de 55 000 m2. Le nouvel atelier de 28 000 m2  a été inauguré en 2020. Le nouvel "atelier 57" conçu par AREP , l'agence d'architecture filiale de la SNCF Gares&Connexions, se veut plus optimisé et plus performant grâce à un espace modulable au maximum (avec de grandes portées : 62 m dans sa partie centrale et une grande hauteur libre de 12,5 m).
Dans le cadre de la diversification de ses activités, afin de pouvoir assurer la maintenance non seulement de matériels ferroviaires mais aussi routiers (des bus par exemple), cet atelier ne comporte pas de rail ; les caisses sont déplacées de poste en poste grâce à des movers, robots industriels travaillant en paires supportant jusqu'à 60 tonnes, améliorant ainsi les conditions de travail des agents (temps de formation et temps de manœuvre réduits, non-exposition aux intempéries).

## Activités
Spécialisés depuis l’origine dans les opérations de réparation et de rénovation des matériels ferroviaires, notamment les modernisations et rénovations à mi-vie, environ tous les 20 ans, les ateliers d’Hellemmes sont un des 10 technicentres industriels de la SNCF.
Les ateliers rénovent 180 voitures par an de TGV, rames Eurostar et Thalys et TER.
Avec 1 000 salariés, le  technicentre  d’Hellemmes est le plus important technicentre de la SNCF et le premier employeur de la commune d’Hellemmes associée à Lille.